# José Alves da Costa
José Alves da Costa DC (* 20. April 1939 in Catanduva; † 4. Dezember 2012) war ein brasilianischer Ordensgeistlicher und römisch-katholischer Bischof von Corumbá.

## Leben
José Alves da Costa trat der Ordensgemeinschaft der Doktrinarier bei und studierte Philosophie und Theologie an der Päpstlichen Universität St. Thomas von Aquin in Rom. Am 21. Februar 1965 empfing er in Rom die Priesterweihe.
Papst Johannes Paul II. ernannte ihn am 3. Januar 1986 zum Titularbischof von Thubursicum und zum Weihbischof in Ponta Grossa. Der Apostolische Nuntius in Brasilien, Erzbischof Carlo Furno, spendete ihm am 21. Februar desselben Jahres die Bischofsweihe; Mitkonsekratoren waren Geraldo Claudio Luiz Micheletto Pellanda CP, Bischof von Ponta Grossa, und Getúlio Teixeira Guimarães SVD, Bischof von Cornélio Procópio.
Am 8. Mai 1991 wurde er zum Bischof von Corumbá ernannt. Am 21. Juli 1999 nahm Papst Johannes Paul II. sein  vorzeitiges Rücktrittsgesuch an.